# Legendarium de Tolkien

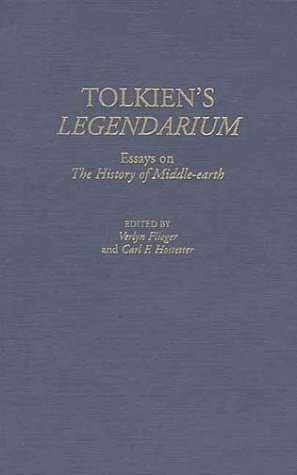
Tolkien's Legendarium, uma coleção de ensaios sobre o legendarium de Tolkien editada por Verlyn Flieger e Carl F. Hostetter.

O legendarium de Tolkien é o conjunto de escritos mitopoiéticos de J.R.R. Tolkien, não publicados durante sua vida, que formam o pano de fundo de O Senhor dos Anéis e que seu filho Christopher resumiu em sua compilação de O Silmarillion e documentou em sua série de 12 volumes intitulada A História da Terra-média. As origens do legendarium remontam aos anos de 1914, quando Tolkien começou a criar poemas e esboços de histórias, traçar mapas e inventar línguas e nomes como um projeto pessoal para criar uma mitologia inglesa inédita. Os primeiros esboços da história (de O Livro dos Contos Perdidos) são de 1916; ele os revisou e reescreveu ao longo da maior parte de sua vida adulta.
O Hobbit (1937), o primeiro romance publicado de Tolkien, não fazia originalmente parte da mitologia maior, mas acabou se tornando relacionado a ela. Tanto O Hobbit quanto O Senhor dos Anéis (1954 e 1955) ocorrem na Terceira Era da Terra-média, enquanto praticamente toda a sua escrita anterior tinha sido ambientada nas duas primeiras eras do mundo. O Senhor dos Anéis ocasionalmente faz alusões a figuras e eventos do legendarium, mas tais contos antigos são retratados como sendo lembrados por poucos até que a história os torne relevantes, como são mencionados em vários trechos dos livros.
Após escrever e publicar O Senhor dos Anéis, Tolkien voltou às suas histórias mais antigas para prepará-las em forma publicável, mas nunca completou a tarefa. O filho de Tolkien, Christopher, selecionou trechos da vasta coleção de materiais inéditos de seu falecido pai e os moldou em O Silmarillion (1977), uma narrativa semi-cronológica e semi-completa do mundo mítico e suas origens. As vendas foram suficientes para permitir que ele trabalhasse e publicasse muitos volumes das histórias e rascunhos do legendarium de seu pai, até sua morte em 2020 ; alguns foram apresentados como contos completos, enquanto outros ilustraram o complexo processo criativo de seu pai. As obras de Tolkien, uma análise contínua das obras de Tolkien e da mitologia que as sustenta, tornou-se uma área acadêmica de estudo logo após sua morte, com pessoas verdadeiramente versadas em suas obras.

## Etimologia
Um legendarium é uma coleção literária de lendas e contos. Esse substantivo em latim medieval originalmente se referia principalmente a textos que detalhavam lendas das vidas de santos. Um exemplo sobrevivente é o Legendarium de Anjou, datado do século XIV. Citações no Oxford English Dictionary para o substantivo sinônimo "legendary" datam de 1513. O South English Legendary em Inglês Médio é um exemplo dessa forma do substantivo.